# Masacre de San Félix
La masacre de San Félix ocurrió el 21 de julio de 2019 después de que hombres armados dispararan contra ciudadanos en una parada de bus en San Félix, Venezuela.

## Masacre
El 21 de julio de 2019, en el Día del Niño, hombres armados dispararon contra ciudadanos que esperaban en la parada de bus del sector El Gallo en San Félix, estado Bolívar, resultando en un saldo de al menos siete muertos y tres heridos, incluyendo a un bebé de un año, lesionado en una pierna por el roce de una bala. Las autoridades manejaron la teoría de una pelea entre bandas armadas locales como posible motivo del tiroteo, y la zona donde ocurrieron los hechos estaba bajo el control de presuntos colectivos.
Según testigos, los hombres llegaron con armas largas, y el informe del Cuerpo de Investigaciones Científicas, Penales y Criminalísticas (CICPC) reseñó que se utilizaron armas de alto calibre, ya que en el sitio se recolectaron al menos once casquillos de fusil, tipo de armamento de exclusivo uso de la Fuerza Armada Nacional. La familia de Lismar del Carmen Díaz, una de las siete víctimas, dijo que con los impactos “le destrozaron las piernas”.
Lismar era esposa de un funcionario activo de la Policía Nacional Bolivariana, quien estaba en el momento del ataque pero resultó ileso. Díaz abrazó a su hijo de un año para protegerlo y recibió disparos en la espalda, piernas y abdomen. El bebé resultó herido por el roce de las balas y recorrió al menos tres centros de salud, primero estuvieron en la Clínica Humana, pero no había pediatra, después fueron al hospital Raúl Leoni y no se le pudo hacer rayos X. Finalmente fue atendido en una fundación llamada Lala. Cuatro personas fallecieron en el sitio, mientras que las otras tres murieron pocos minutos después de a la Clínica Humana, donde ingresaron de emergencia. Según el informe del CICPC, uno de los asesinados, Francis Rivas, tenía antecedentes penales por delito de droga y hurto. Según fuentes médicas, los tres heridos se encontraba en condición estable.